# Kyotanabe
Kyotanabe ou Quiotanabe (Japonês: 京田辺市, Kyōtanabe-shi) é uma cidade japonesa localizada na província de Quioto.
Em 2003 a cidade tinha uma população estimada em 60 807 habitantes e uma densidade populacional de 1 416,09 h/km². Tem uma área total de 42,94 km².
Recebeu o estatuto de cidade a 1 de Abril de 1997.